# Ергени
Ергени́ (также Эргени, Ергенинская или иначе Эргенинская возвышенность; калм. Эргнин җирн зурһан шиир) — близкая к треугольной по форме платообразная асимметричная возвышенность на юго-востоке Европейской части России длиной около 300 км и шириной от 50 км в северной части до 350 км в южной. Разделяет бассейны Азовского и Каспийского морей.
Высота Ергеней составляет от 120—160 м на севере до 220 м на юге. Наивысшая точка — гора Шаред (222 метра над уровнем моря), расположенная в южной части возвышенности, в Ики-Бурульском районе Калмыкии.
Название происходит от калм. Ергэ — «береговой обрыв», поскольку возвышенность крутым уступом переходит в Прикаспийскую низменность.

## Общая физико-географическая характеристика

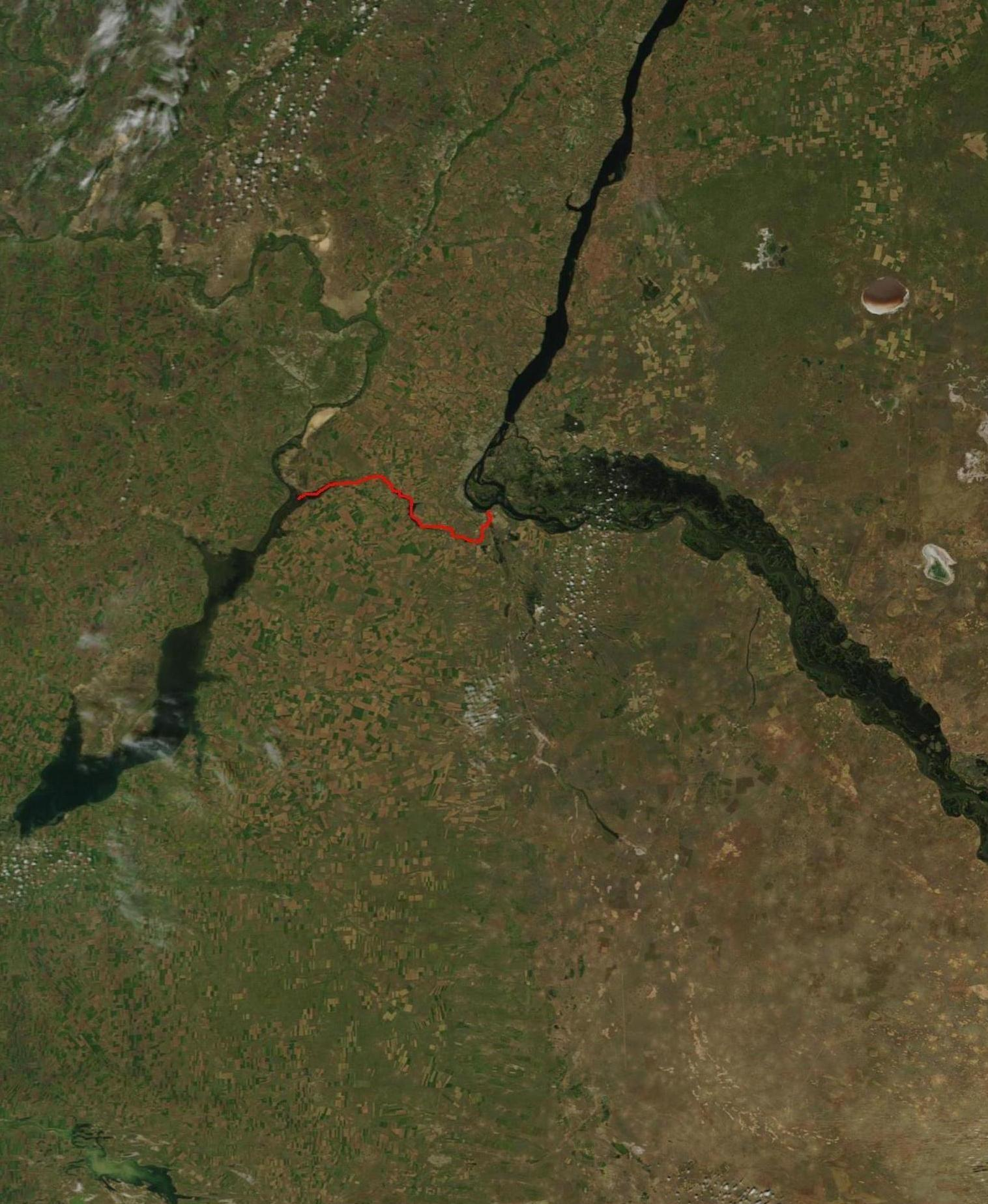
Волго-Донской канал отмечен красным

Ергенинская возвышенность является южным продолжением Приволжской возвышенности. Северная граница проходит в районе Ельшанки в пределах городской черты г. Волгограда. Протягивается почти меридионально от Волги до долины Восточного Маныча на 350 км; ширина до 20–50 км.  По восточной границе переходит в  Сарпинскую низменность с Сарпинско-Даванской ложбиной. В границах Волгоградской области расположен только север возвышенности, большая часть западной покатости возвышенности расположена в пределах Ростовской области, восточной — Республики Калмыкия.
В 1952 году северную часть возвышенности прорезал Волго-Донской канал.

### Рельеф
Возвышенность является водоразделом Донского и Волжского бассейнов. Водораздел платообразный, с большим числом западин суффозионного происхождения. Водораздельная линия сильно смещена к востоку, так что восточный склон по ширине не превышает 40 км и обрывается к Прикаспийской низменности крутым склоном в 70-80 м, тогда как западный склон шириной 180—200 км постепенно спускается к долине Дона. На западе Ергени ограничиваются долиной Дона, на юге — долиной Маныча, на востоке — Прикаспийской низменностью. Рельеф Ергеней эрозионный. В приводораздельной части сохранилась неширокая, почти плоская полоса с западинами и холмиками землероев. Для возвышенности характерен расчленённый рельеф местности, образованный сочетанием плоских выровненных пространств и прорезывающих их широких протяжённых балок. Овраги имеют, как правило, подчинённое значение. Балки, прорезающие восточную покатость Ергеней, вытянуты в широтном направлении, прямолинейны и обычно отделены друг от друга расстоянием в 5—10 км. Длина балок колеблется в пределах 20—80 км, причём в южной части Ергеней она увеличивается: ширина от 1000 до 3000 м, а глубина достигает 100—130 м. Склоны балок выположены и задернены, днища их широкие, продольный профиль спокойный. Чётко выражены балочные террасы, занимающие значительные площади. Обширные межбалочные пространства, а также некрутые склоны заняты пашнями, используемыми для богарного земледелия.
Восточный склон Ергеней круто (до 70—80 м) обрывается к Прикаспийской низменности, расчленён густой сетью балок, у подножия — цепь солоноватых Сарпинских озёр. Глубокие балки восточного склона Ергеней оставляют между собой выступы в сторону Прикаспийской низменности, называемые хамурами (от калм. хамр — «нос»). Длина этих балок достигает 80 километров.
Постоянный вынос материала водотоками глубоких балок, рассекающих восточную покатость Ергеней, привёл к формированию на границе Ергеней и Прикаспийской низменности Приергенинской равнины, сложенной перестилающимися пролювиально-делювиальными песчано-глинистыми отложениями, залегающими на морских хвалынских глинах и суглинках.
Западная покатость Ергеней более пологая, увалистая, постепенно снижается к долине Дона. Река Сал разделяет западное продолжение возвышенности на Сальско-Манычскую гряду, занимающую междуречье Маныча и Сала и Доно-Сальскую равнину.

### Гидрография
На днищах балок расположены русла небольших речек. Речки, как правило, бессточные и наполняются лишь в весенний период, после таяния снегов. Площадь водосбора балок Ергеней колеблется от 75 до 2000 км². В летнее время водотоки в балках пересыхают, за исключением отдельных участков в местах выхода на поверхность грунтовых вод. Грунтовые воды на водоразделах залегают на глубине 10—25 м, их минерализация составляет 1—6 г/л. В понижениях глубина залегания грунтовых вод 1—5 м, а их минерализация 10—15 г/л.
Название местности дало имя Ергенинскому источнику минеральных вод.

## Геологическое строение
Северная часть возвышенности лежит в пределах Прикаспийской синеклизы с очень глубоким залеганием докембрийского фундамента (глубже −6000 м), южная располагается в прогибе Большого Донбасса с герцинским складчатым основанием, погружённым на −1000—2500 м. Сама же возвышенность соответствует антиклинальным поднятиям. Северная её часть — продолжение Доно-Медведицкого вала, южная — самостоятельная структура субширотного простирания — погребённого кряжа, протягивавшегося некогда от Донбасса к Мангышлаку. Палеозойские и мезозойские породы на поверхность нигде не выходят. Их прикрывает мощная толща палеогеновых, неогеновых и четвертичных отложений. Палеоген представлен глинами (майкопская толща), неоген — песками, глинами, известняками (в южной части провинции).
Существенную роль в формировании рельефа возвышенности сыграла Ергень-река, снивелировавшая неровную поверхность отложений майкопа и заполнив отложениями долину, по которой она протекала. Пресноводные ергенинские пески, с прослоями и линзами глин и песчаников, увеличиваются в мощности по направлению к северу до 50 м. Выше ергенинской свиты лежат скифские глины неопределённого генезиса и возраста (верхненеогеновый, нижнечетвертичный) мощностью 3—50 м и толща четвертичных лёссовидных суглинков, местами достигающая 50—70 м. Вдоль подножия восточного склона Ергеней протягивается полоса мощных делювиально-пролювиальных песчано-глинистых отложений (до 80—100 м).

### Климат
Климат Ергеней резко континентальный, однако по сравнению с другими районами полупустынь Ергени обладают менее суровым климатом: средняя температура января колеблется от −6 до −10 °C. Сумма температур воздуха выше 10 °C равна 3200—3400 °. Снежный покров маломощный (от 20 до 10 см) и неустойчивый. Осадков выпадает сравнительно много — около 300 мм в год.
Ергени (несмотря на относительно небольшую высоту над уровнем моря — 120—190 метров) оказывают значительное влияние на климат Нижнего Поволжья. Ергенинская возвышенность служит климатической границей. Если западный склон представляет собой сухую степь, то восточный — полупустыню.

### Почвы
Почвенный покров Ергеней представлен комплексами светло-каштановых почв и солонцов в восточной части и комплексами каштановых и тёмно-каштановых почв с солонцами в западной части. Почвы и почвообразующие породы Ергеней большей частью засолены. Доля почв, засоленных в верхнем метре, составляет 50—75 %; доля солонцов — 10—25 %, местами до 25—50 и 50—75 % от площади комплекса.

## Флора и фауна
Растительность полупустынная (полынь, типчак, ковыль, солянки) на светло-каштановых почвах с пятнами солонцов; в оврагах восточного склона встречается ива, дуб, вяз, осина.
Местообитания степного биома (критерий А3) представлены гнездящимися журавлём-красавкой, могильником, степным орлом, кобчиком, белокрылым жаворонком (Melanocorypha leucoptera); возможно, но не подтверждено и гнездование степной тиркушки. Окраины пашен засажены древесной растительностью. Это обстоятельство благоприятствует наличию здесь дендрофильных видов птиц. Кроме мелких воробьиных, обитателями полезащитных лесополос являются хищные птицы. Водно-болотные угодья используются для гнездования водоплавающими видами, преимущественно кряквой (Anas platyrhynchos), серой уткой (Anas strepera), пеганкой (Tadorna tadorna), лысухой (Fulica atra), в меньшей степени — другими видами.